# Requiem (série télévisée)
Pour les articles homonymes, voir Requiem (homonymie).
Requiem  est une mini-série télévisée britannique en six épisodes de 60 minutes.

## Synopsis
Une jeune violoncelliste concertiste, Matilda Gray, voit tout son passé et ses origines remis en cause quand celle qu'elle pensait être sa mère meurt. Des indices apparus étrangement la mettent sur la piste d'un village où une petite fille, Carys, a disparu il y a des années.

## Distribution

### Acteurs principaux
- Lydia Wilson : Matilda Gray
- Joel Fry : Harlan "Hal" Fine
- James Frecheville : Nick Dean
- Sian Reese-Williams : Trudy Franken
- Brendan Coyle : Stephen Kendrick
- Claire Rushbrook : Rose Morgan
- Richard Harrington : Aron Morgan
- Joanna Scanlan : Janice Gray
- Clare Calbraith : PC Graves
- Tara Fitzgerald : Sylvia Walsh
- Dyfan Dwyfor : Ed Fenton
- Sam Hazeldine : Sean Howell
- Simon Kunz : Lloyd Satlow
- Pippa Haywood : Verity Satlow
- Oliver Lansley : Carl
- Jane Thorne : Meredith Dean
- Anastasia Hille : Laura
- Bella Ramsey : young Matilda
- Charles Dale : Royce Evans

## Production

### Fiche technique
- Titre original : Requiem
- Titre français :
- Réalisation : Mahalia Belo
- Scénario : Kris Mrska
- Décors :
- Costumes :
- Musique :
- Pays d'origine :  Royaume-Uni
- Langue originale : anglais
- Format d'image : couleur - 16/9 HD - son stéréo
- Genre : Fantastique
- Durée : 20 minutes

## Épisodes
1. Matilda (Matilda)
2. La chambre bleue (The Blue Room)
3. Le Collier (The Necklace)
4. Blaidd Carreg (Blaidd Carreg)
5. Bessie (Bessie)
6. Carys (Carys)